# Murciana-levantina
La murciana o levantina o murciana - levantina es una raza vacuna autóctona del sureste de la península ibérica, provincias de Alicante, Almería, Granada y Murcia. 
Se encuentra en peligro de extinción ya que eran más comunes en el sector agrícola que en el cárnico, por lo cual el reemplazo de las mismas por tractores y maquinaria ha supuesto su peligro de extinción. Aunque desde Avamur (Asociación de la vaca Murciana-Levantina) han contrarrestado este fenómeno tras sus grandes labores por la conservación de la raza, aún sigue estando en un grave peligro de extinción. 

## Características
Esta raza española de vaca tiene un peso de unos 550 kg las hembras hasta 800 kg los machos. Su pelaje es de color castaño con superficies oscurecidas (ahumados). Es característica de la raza murciana su cuerna en forma de rueda baja. Se utiliza para la tracción y la producción de carne.